# Distretto di Szikszó
Il distretto di Szikszó (in ungherese Szikszói járás) è un distretto dell'Ungheria, situato nella provincia di Borsod-Abaúj-Zemplén.